# ميتال كوهين
مايتال كوهين (بالعبرية: מיטל כהן) هي عازفة طبل إسرائيلية أمريكية ولدت في يوم 9 أغسطس 1983 في مدينة رمات غان في اسرائيل لأبوين ينحدران من يهود العراق. بعد خدمتها في الجيش الإسرائيلي هاجرت إلى الولايات المتحدة وأكملت دراسة الموسيقى في لوس أنجلوس وأسست هناك فرقة الميتال روك ميتال وضمت معها ساهاج وبليك بيدريرو وترافيس مونتغومري.